# Conamblys splendens
Conamblys splendens là một loài bọ cánh cứng trong họ Cerambycidae.